# Zoji La
Zoji La är ett bergspass i Indien. Det ligger i unionsterritoriet Jammu och Kashmir, i den norra delen av landet. Zoji La ligger 3 530 meter över havet i Himalaya.
Trakten runt Zoji La består i huvudsak av kala bergstoppar och gräsmarker.